# 徒單阿里出虎
徒单阿里出虎（？—1154年7月7日），徒单氏，金朝会宁府（治今黑龙江省哈尔滨市阿城区南白城）葛马合窟申人，徙居懿州，兴中尹徒单拔改的儿子。
金熙宗时，阿里出虎为护卫十人长。皇统九年（1149年），完颜亮以女儿嫁其子，作为的完颜亮内应，与仆散忽土入寝殿刺杀金熙宗，拥立完颜亮为帝，授右副点检。天德二年（1150年），转任东京留守，加仪同三司，世袭猛安谋克。改为河间尹、太原尹，封王。自以为有佐命功，受铁券，更加凶狠，视僚属如奴仆，动辄笔辱。贞元二年五月丁丑日（1154年7月7日），以占卜天命，论谋反罪被处死。

## 延伸阅读
[在维基数据编辑]
 《金史·卷132》，出自脱脱《金史》